# Daniel Vila
Daniel Eduardo Vila (Mendoza, 1 de junho de 1953) é um empresário, advogado argentino e ex-diretor de esportes. Ele é o presidente da América TV e Rádio La Red, além da Multimedia Grupo UNO. Ele também é dono de jornales en Mendoza, Santa Fé, Entre Ríos e Rosario. Ele também é diretor do jornal La Capital de Rosario e ex-presidente do Clube Sportivo Independiente Rivadavia de Mendoza.

## Biografia
Vila é um advogado, é divorciado e tem seis filhos . Desde 2011 está emparelhado com modelo e apresentadora Pamela David. Acionista e presidente de vários meios de comunicação, alem de empresario em energia e imóveis. Ele começou seu negócio de mídia em 1983, quando adquiriu a Rádio Nihuil Mendoza.
Em 1985 desenvolveu a companhi de cable Supercanal SA. Em 1993, ele fundou seu primeiro jornal em Mendoza, que ele chamou "Diario UNO". Ele continuou comprando "La Capital" jornal da cidade de Rosario, um jornal em Entre Ríos e Santa Fé. "Grupo UNO" também é dono de rádios AM e FM, sendo "Radio La Red" emblemático com repetidores em todo o país e de televisão transmitido em o interior da Argentina e Buenos Aires. "América" é o canal nacional, que é distribuído em todo o país e no exterior e “A24” e a sinal de notícia distribuída nacionalmente também. Com a empresa "Arlink" "UNO Medios" fornece serviços de telecomunicações.
Vila também preside as fundações "La Capital" e "Vendimia Solidaria". Foi presidente do Conselho de Administração da Universidade de o Congresso de 2001 a 2003. No setor de energia, a empresa está associada Andes Energia YPF na prospecção e exploração de petróleo ao longo de 30 áreas em oito províncias da Argentina. Ele também é acionista e Edelar Edemsa duas distribuidoras de energia elétrica em Mendoza e La Rioja, respectivamente.

## Atividade em esportes
Presidente desde 2005, o Clube Sportivo Independiente Rivadavia de Mendoza City e é atualmente o principal adversário de condução tem longos AFA. Tentativas empurrar um projeto de lei para "democratizar" o futebol argentino.
Na terça-feira 18 de outubro de 2011 foi nomeado presidente da AFA por clubes de futebol do interior, que obteve autorização judicial para votar nele em uma montagem em que o setor de governo reeleito seu presidente mais de três décadas, Julio Grondona. Esta situação confusa aguarda a definição da justiça para descobrir quem foi legitimamente eleito para presidir a Associação de Futebol Argentino.

## Vida acadêmica
Vila foi Presidente do Conselho de Administração da Universidade do Congresso durante 2001-2003. Atualmente é professor da mesma universidade onde leciona o curso "Mídia e Opinião Pública". conseqüentemente, freqüentemente viaja para a cidade de Mendoza.